# Aeroportul Bandeirinhas/Conselheiro Lafaiete
Aeroportul Bandeirinhas/Conselheiro Lafaiete (IATA: QDF, ICAO: SNKF) este un aeroport din Minas Gerais, Brazilia ce deservește zona Conselheiro Lafaiete.
Situat la o altitudine de 1.057 m, aeroportul dispune de 1 pistă.

## Infrastructură

### Piste
Aeroportul dispune de o singură pistă. Pista 3/21 are suprafața de Iarbă și dimensiunile 960 m × 30 m. 